# Ka/Ks-Verhältnis
In der Genetik dient das Ka/Ks-Verhältnis (auch dN/dS-Verhältnis oder ω genannt) um innerhalb einer Sequenz eines Gens zwischen neutralen, negativ selektierenden oder positiv selektierenden Mutationen unterscheiden zu können. Es berechnet sich aus den sogenannten nicht synonymen Substitutionen und den synonymen Substitutionen.

## Funktionsweise
Der genetische Code stellt insgesamt 64 Codons zur Verfügung, die allerdings für nur 20 Aminosäuren codieren. Daher sind zahlreiche Codons synonym zueinander, codieren also für dieselbe Aminosäure. Bei einer sogenannten synonymen Substitution (meistens handelt es sich um eine stille Mutation) wird nun eine Base in einem Codon ausgetauscht, ohne die codierte Aminosäure zu verändern (z. B. AGG → CGG, beide codieren für Arginin). Bei einer nicht synonymen Substitution bewirkt die Veränderung der Base auch eine Veränderung der codierten Aminosäure (z. B. UUU → UUA, ersteres codiert für Phenylalanin, nach der Mutation codiert das Codon aber für Leucin). Die evolutionäre Selektion wirkt auf Änderungen im Phänotypen, die meistens durch Mutationen in proteincodierenden Genabschnitten verursacht werden.

## Berechnung und Interpretation
Zur Berechnung des Verhältnisses gibt es verschiedene Möglichkeiten. Die einfachsten werden unter den sogenannten ungefähren Methoden, da sie eine Vielzahl an vereinfachenden Annahmen treffen. Die Berechnung für zwei Sequenzen, mit denen ein Sequenzalignment durchgeführt wurde, erfolgt hier nach folgendem Schema.
1. Zählung der synonymen und nicht synonymen Substitutionsstellen in beiden Sequenzen
2. Zählung der synonymen und nicht synonymen Unterschiede zwischen den beiden Sequenzen
3. Korrektur für mögliche multiple Substitutionen

Wenn der mithilfe einer bestimmten Methode berechnete Wert gleich 1 ist, spricht dies für eine neutrale Mutation, wenn er größer als 1 ist für eine positive Selektion und wenn er kleiner als 1 ist für eine negative Selektion.

## Limitationen
Trotz der weiten Verwendung hat das Ka/Ks-Verhältnis auch einige Begrenzungen. Zunächst können, bzw. werden mit dem Ka/Ks-Verhältnis nur Mutationen im codierenden Bereich eines Gens betrachtet. Viele evolutionäre Veränderungen basieren aber auf regulatorischen Genabschnitten, die eine solche Analyse nicht umfasst.
Die Ka/Ks-Berechnung erfordert des Weiteren starke Unterschiede zwischen den Sequenzen, um Selektion erkennen zu können. Dies ist insbesondere problematisch, wenn Teile der analysierten Sequenz stark konserviert sind und so das Erreichen eines Ka/Ks-Verhältnisses von größer 1 erschweren.
Außerdem können auch bei bestimmten nicht synonymen Substitutionen, die also die Aminosäuresequenz des Proteins verändern, verschieden starke Änderungen auftreten, je nachdem, ob die neue Aminosäure der ursprünglichen chemisch ähnelt oder nicht. Ersteres führt oft zu Proteinen, die funktional sind, während letzteres eher zu einer Störung der Funktion des Proteins führt.
Zusätzlich ist auch eine zeitliche Komponente noch zu betrachten, da je nach der Stärke des Selektionsdrucks die Zeit, bzw. die Anzahl an Generationen variiert, die nötig ist, dass eine negative Mutation aus einer Population verschwindet. Dies erschwert insbesondere den Vergleich von Sequenzen nah verwandter Populationen oder Arten.
Zuletzt kann das Ka/Ks-Verhältnis nur angewandt werden, um Unterschiede zwischen verschiedenen Populationen zu vergleichen, wofür es auch ursprünglich eingesetzt wurde. Wenn versucht wird Sequenzen innerhalb derselben Population zu vergleichen, darf das Verhältnis nicht wie beim Vergleich von zwei evolutionär getrennten Sequenzen verglichen werden.